# Saint-Hilaire-la-Gérard
Saint-Hilaire-la-Gérard è un comune francese di 110 abitanti situato nel dipartimento dell'Orne nella regione della Normandia.

## Società

### Evoluzione demografica
Abitanti censiti